# Перебийнис, Евгений Петрович
Евгений Петрович Перебийни́с (укр. Євген Петрович Перебийніс; род. 9 ноября 1968, Тернополь) — украинский дипломат. Чрезвычайный и Полномочный посол Украины в Чешской Республике (2017—2022), Чрезвычайный и Полномочный посол Украины в Латвийской Республике (2015—2017), Чрезвычайный и Полномочный посол Украины в Королевстве Швеции (2008—2011), глава Департамента информационной политики МИД Украины (с июня 2013 по май 2015 года).

## Биография
Родился 9 ноября 1968 года в Тернополе. Окончил Киевский государственный университет им. Т. Г. Шевченко (1992). Владеет иностранными языками: английским, русским, чешским и словацким.
С 1992 по 1994 год — второй секретарь Управления информации МИД Украины. С 1994 по 1998 год — первый секретарь Посольства Украины в Чехии. С 1998 по 2000 год — старший консультант, главный консультант, заместитель заведующего отделом Главного управления по вопросам внешней политики Администрации Президента Украины. С 2000 по 2001 год — советник Посольства Украины в Греции. С 2001 по 2004 год — советник Посольства Украины в Чехии. С 2004 по 2006 год — заместитель руководителя Главного управления по вопросам внешней политики Администрации Президента Украины, заместитель руководителя Главной службы внешней политики — руководитель департамента двустороннего и регионального сотрудничества Секретариата Президента Украины. С 2006 по 2008 год — Генеральный консул Украины в городе Прешов (Словакия).
С 29 августа 2008 по 11 ноября 2011 года — Чрезвычайный и Полномочный Посол Украины в Королевстве Швеции.
В СМИ сделал ряд громких заявлений, в частности отказал русским в праве называться коренным народом Украины, а СНГ по его мнению является «марионеточным образованием».
С 10 мая 2015 по 23 января 2017 года — Чрезвычайный и Полномочный посол Украины в Латвийской Республике.
С 23 января 2017 по 9 июля 2022 года — Чрезвычайный и Полномочный посол Украины в Чешской Республике.
С 29 июля 2022 года — заместитель Министра иностранных дел Украины.

## Награды
- Медаль Карла Крамаржа (28 июля 2022)[14]
- Медаль за заслуги в дипломатии Чешской Республики (29 июля 2022)[15]
- Серебряная медаль председателя Сената Чехии (10 августа 2022)[16]